# Солтиси (Мазовецьке воєводство)
Солтиси (пол. Sołtysy) — село в Польщі, у гміні Гельнюв Пшисуського повіту Мазовецького воєводства.
Населення — 249 осіб (2011).
У 1975-1998 роках село належало до Радомського воєводства.

## Демографія
Демографічна структура станом на 31 березня 2011 року:
|          | Загалом | Допрацездатний вік | Працездатний вік | Постпрацездатний вік |
| -------- | ------- | ------------------ | ---------------- | -------------------- |
| Чоловіки | 124     | 26                 | 86               | 12                   |
| Жінки    | 125     | 24                 | 71               | 30                   |
| Разом    | 249     | 50                 | 157              | 42                   |